# 暗色黑巨口魚
暗色黑巨口魚（学名：Melanostomias niger）为輻鰭魚綱巨口鱼目巨口鱼科的其中一種。分布於東印度洋澳洲、西南太平洋的紐西蘭及東南大西洋納米比亞至南非海域，為深海魚類，體長可達26公分。
其种加词“niger”意为“黑色的”。